# M.A.I.D: Mission Almost Impossible Done
Pour plus de détails, voir Fiche technique et Distribution.
M.A.I.D: Mission Almost Impossible Done (แจ๋ว, Jaew) est une comédie d'espionnage familiale thaïlandaise réalisée par Yongyoot Thongkongtoon, sortie en 2004.

## Synopsis
Prasert, le chef de la lutte contre la corruption, voit tous ses agents secrets, des super-flics, se faire très rapidement descendre. Il décide alors de recruter comme espionnes des femmes ordinaires, des femmes de ménage : Waew et sa sœur Jim. Les jeunes femmes sont équipées de super-gadgets d'agents secrets, armées de leurs balais, serpillières et seaux d'eau et aidées par leurs amies Cat et Aey. Elles s'efforcent de mener à bien une mission d'infiltration dans la maison d'un riche millionnaire. L'aventure commence...

## Fiche technique
- Titre : M.A.I.D: Mission Almost Impossible Done
- Titre original : แจ๋ว (Jaew)
- Autres titres : Mission Almost Impossible Done / M.A.I.D / Maid
- Réalisation : Yongyoot Thongkongtoon
- Scénario : Sommai Lertulan et Yongyoot Thongkongtoon
- Photographie : Sayombhu Mukdeeprom
- Montage : Pan Busabaan
- Production : Jira Maligool, Yongyoot Thongkongtoon et Prasert Vivattanananpong
- Pays :  Thaïlande
- Format : Couleur
- Genre : Action, comédie et espionnage
- Durée : 92 minutes
- Dates de sortie : 
  - Thaïlande : 23 décembre 2004
  - Canada : 30 septembre 2005 (Festival international du film de Vancouver)

## Distribution
- Somlek Sakdikul (สมชาย ศักดิกุล) : Prasert (ประเสริฐ), le chef des services secrets
- Pornchita Na Songkra (พรชิตา ณ สงขลา) : Waew (คุณแวว)[1]
- Jatupus PattamasiriJim (จารุภัส ปัทมศิริ) : Jim, la sœur de Waew  (จิ๋มใหญ่)
- Jarunee Boonsake (จารุณี บุญเสก) : Cat  (แคท)
- Panalak Na Lumpang (พนาลักษณ์ ณ ลำปาง) : Aey (เอ๋)
- Krystal Vee : Paula

## Utilisation du Skytrain
Le service public du métro aérien de Bangkok (BTS) (le skytrain) utilise le cinéma pour faire sa promotion : 
- Durant les mois qui ont suivi l'ouverture de la ligne de métro aérien en 1999, des centaines de courts métrages traitant du sujet ont été soumis à des compétitions de films à Bangkok ;
- Dans M.A.I.D., film de cinéma populaire, une longue scène dans une de ces stations de métro détaille les différentes étapes pour passer les barrières jusqu'à la montée à bord d'un wagon[2] ;
- Et en 2009, pour fêter les dix ans du skytrain et en faire de nouveau sa promotion, le service public du métro aérien  de Bangkok (BTS) sponsorise la comédie romantique Bangkok Traffic (Love) Story et obtient un grand succès au box office.